# Kristianstads stadsbussar

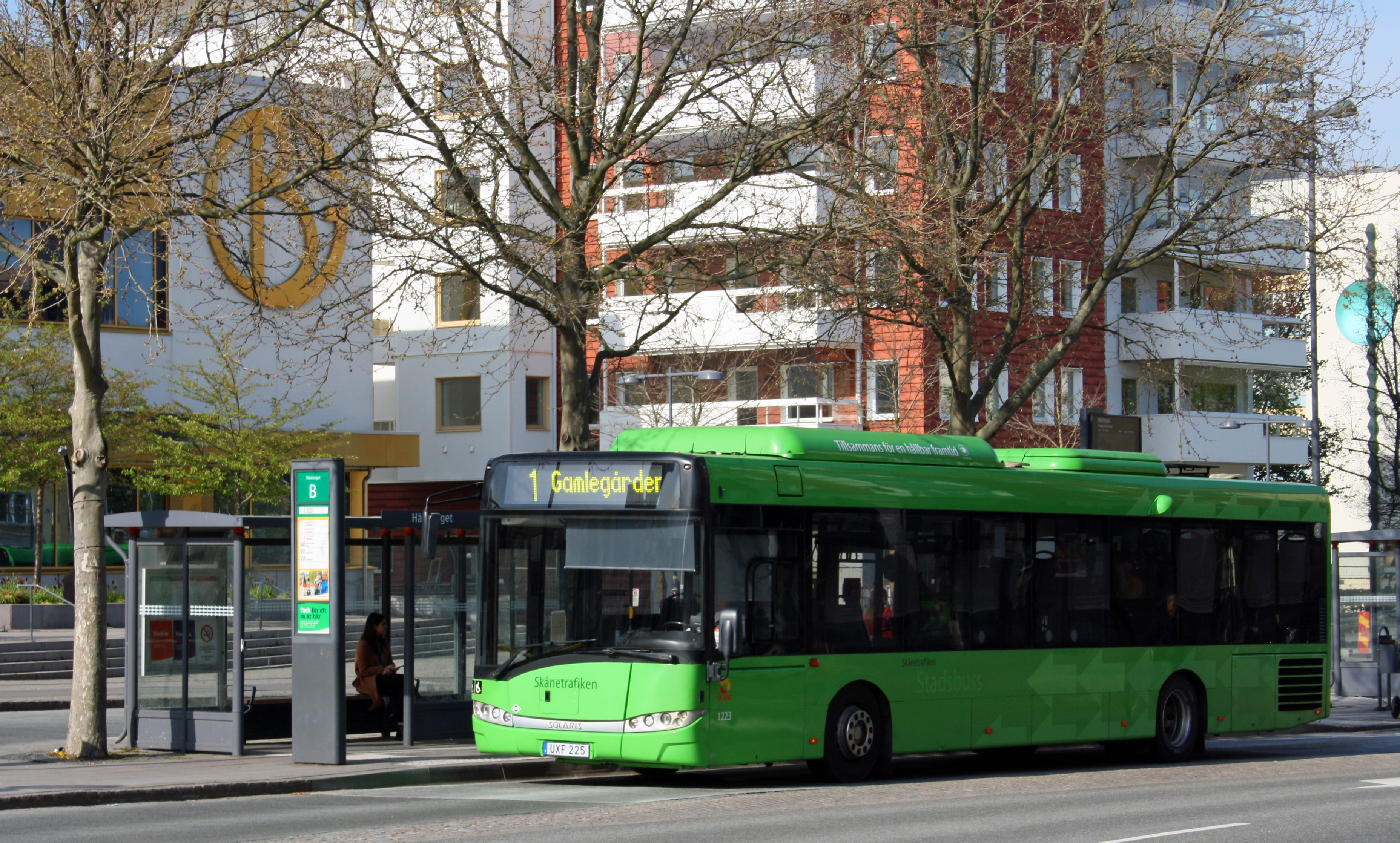
Hästtorget i Kristianstad i maj 2021, med en buss som trafikerar linje 1.

Kristianstads stadsbussar är gröna, precis som Skånetrafikens övriga stadsbussar. Trafikhuvudman för stadsbusstrafiken i Kristianstad är Skånetrafiken, som även sköter regionbussarna.

## Linjer
Kristianstads stadsbussnät består av fyra linjer som trafikerar Centralen, övriga stadsdelarna och närliggande orter. Linjerna ligger väldigt utspritt beroende på stadens utspridda geografiska läge. Alla bussar avgår från 11 december 2011 från Centralen istället för Resecentrum.
| Linje | Sträckning                                               |
| ----- | -------------------------------------------------------- |
| 1     | Gamlegården - Kristianstad C - Centralsjukhuset - Hammar |
| 2     | Österäng - Kristianstad C - Vä/Öllsjö                    |
| 3     | Möllebacken - Kristianstad C - Viby                      |
| 4     | Lingenässkolan - Högskolan - Kristianstad C - Norra Åsum |
| 22    | Österängslingan                                          |

Linje 1 och linje 2 är de linjer som står för den största trafiken och i rusningstrafik går bussarna var 5:e till 10:e minut från Centralen.
Det finns även en matchbuss som kör till och från KDFF:s hemmamatcher på Vilans idrottsplats och till arenan:
| Linje | Sträckning                     | Linjekarta/Tidtabell |
| ----- | ------------------------------ | -------------------- |
| 84A   | Gamlegården - Arenan/Vilans IP | 84                   |
| 84B   | Hammar - Arenan/Vilans IP      | 84                   |
| 84C   | Vä - Arenan/Vilans IP          | 84                   |

## Bussar
Stadsbussarna i Kristianstad kör på biogas, gjord av stadens avfall. Skånetrafikens målsättning är att alla Skånes stadsbussar ska köras med eldrivna fordon, vilket man börjat göra i ett flertal städer. Kristianstads kommun motsätter sig detta då de vill att stadens bussar ska fortsätta drivas av biogas, vilket de gjort sedan 1999.

## Operatör
Trafiken körs av VR Sverige Kristianstad.